# Art of life live
『Art of life live』（アート・オブ・ライフ・ライブ）は、日本のロック・バンドX JAPANが1998年3月18日にポリドール・レコードからリリースしたライブ・アルバム。
1993年12月31日の東京ドームライブにおいて演奏された「ART OF LIFE」を収録している。中盤のピアノソロは前日の12月30日の演奏が使われている。31日のライブを収めたDVDとVHS『Art of Life 1993.12.31 Tokyo Dome』は、5年半後の2003年9月24日にリリースされた。

## 収録曲
| 全作詞・作曲: YOSHIKI。 |                 |         |            |       |
| #                       | タイトル        | 作詞    | 作曲・編曲 | 時間  |
| 1.                      | 「Art of life」 | YOSHIKI | YOSHIKI    | 34:07 |

## クレジット

### サポート・ミュージシャン
| - サポート・ピアノ：             | 多田聡子   |
| - サポート・シンセサイザー：     | 田辺裕己彦 |
| - シンセサイザー・プログラマー： | 稲田和彦   |

### プロダクション
| - レコーディング・エンジニア： | 松本元成、リッチ・ブリーン、マイク・ギンク、 エリック・ウェストフォール                                                              |
| - アシスタント・エンジニア：   | タール・ミラー、ジャクソン・ロールバッハ、ドック・ナイト、 C.J.デヴィラ、ジェイソン・マウザ、武藤昌俊、 ハヤシトシユキ、ナガノタケシ |
| - ミキシング・エンジニア：     | リッチ・ブリーン |
| - マスタリング・エンジニア：   | エディー・シュレイヤー（オアシス・マスタリング）                                                                                     |